# Goslariet
Het mineraal goslariet of zinkvitriool is een gehydrateerd zink-sulfaat met de chemische formule ZnSO4·7H2O.

## Eigenschappen
Het kleurloze, groene, groenblauwe, blauwe of bruine goslariet heeft een hardheid van 2 tot 2,5 en een gemiddelde dichtheid van 2. De streepkleur is wit en het kristalstelsel orthorombisch. Goslariet heeft een perfecte splijting volgens kristalvlak [010]. De brekingsindex is 1,447 tot 1,484 en de dubbelbreking is 0,0220 tot 0,0230.

## Naam
Het mineraal goslariet is genoemd naar de plaats waar het voor het eerst gevonden werd; het Duitse Goslar.

## Voorkomen
De typelocatie van het mineraal is Goslar in de Harz in Duitsland.